# Edward L. Montoro
Edward L. Montoro (Nacido en 1928 en Atlanta, Georgia) es un antiguo productor y distribuidor de cine estadounidense. Es conocido por distribuir películas de explotación y películas de serie B durante los años 70 y 80 a través de su compañía Film Ventures International. Montoro se hizo conocido por producir y promocionar películas como Beyond the Door (1974) y Grizzly (1976), influenciadas por éxitos como El exorcista y Mandíbulas.

## Carrera
Montoro fundó Film Ventures International (FVI), una compañía productora y distribuidora a pequeña escala, en 1968 en Atlanta, Georgia. Su primer proyecto fue la comedia erótica Getting into Heaven, escrita, producida y dirigida por el propio Montoro con un presupuesto de 13,000 $. La película resultó muy rentable, amasó en taquilla veinte veces su coste de producción. Montoro expandió FVI, adquiriendo películas de serie B para su distribución en el mercado estadounidense, entre ellas películas extranjeras de Italia incluyendo el spaghetti western La collina degli stivali en 1969.
Grizzly fue una de las primeras películas que Montoro financió y distribuyó. Producida con un presupuesto de 750.000 $, este thriller de horror animal se convertiría en la película independiente más exitosa de 1976 recaudando más de 39 millones de dólares en todo el mundo. Montoro prosiguió produciendo y distribuyendo películas como The Day of the Animals (1978), protagonizada por Christopher George y Leslie Nielsen; The Dark (1979), protagonizada por William Devane; Stridulum (1979), protagonizada por Glenn Ford; Kill and Kill Again (1981); Mil gritos tiene la noche (1982); Los nuevos extraterrestres (1983); Mortuary (1983), protagonizada por Bill Paxton; Vigilante (1983), protagonizada por Robert Forster y dirigida por William Lustig; y Mutant (1984, conocida también como Night Shadows), protagonizada por Bo Hopkins.
En 1980, tras adquirir la película italiana de terror submarino L'ultimo squalo, otra película considerada como una imitación del éxito Jaws, Montoro fue demandado por Universal Pictures porque la película que pretendía distribuir presentaba demasiadas similitudes con el éxito dirigido por Steven Spielberg. L'último squalo tuvo un presupuesto publicitario de 4 millones de dólares y alcanzó éxito comercial durante su primera semana en las salas. No obstante, Universal Pictures ganó el pleito y la película fue retirada inmediatamente de la distribución cinematográfica.
En 1984, Film Ventures International se encontraba al borde de la quiebra debido a cuestiones financieras como el fallido estreno de L'ultimo squalo, la pobre recaudación de Mutant y el divorcio en trámite de Montoro. Finalmente este cogió un millón de dólares de FVI y desapareció para nunca ser vuelto a ver. Film Ventures International cerró sus puertas oficialmente en 1985. A día de hoy, el paradero de Montoro se desconoce, aunque se supone que huyó a México.
Su insólita desaparición y el derrumbamiento de FVI han contribuido a dar notoriedad a la figura de Montoro.